# Médoc (1930)
Médoc (P 24) – patrolowiec pomocniczy marynarki francuskiej przejęty przez marynarkę brytyjską po klęsce Francji w 1940 r. 18 lipca 1940 roku obsadzony przez marynarzy PMW (wraz z bliźniaczym patrolowcem "Pomerol" i innymi okrętami francuskimi). 
"Medoc" został zbudowany jako przybrzeżny statek handlowy dla armatora Worms et Cie z Hawru w stoczni D.& W. Henderson Co. Ltd. w Glasgow w Szkocji; z tej samej stoczni pochodziła maszyna parowa. Jego bliźniaczym statkiem był "Pomerol" tego samego armatora. Po wybuchu II wojny światowej statki zostały zarekwirowane przez marynarkę francuską, uzbrojone i zaadaptowane jako pomocnicze patrolowce.
Ze względu na zły stan techniczny i konieczność remontu, okręty z polskimi załogami nie wychodziły w morze na patrole, natomiast uczestniczyły w odpieraniu ataków lotnictwa na Devenport we wrześniu 1940.
5 października 1940 Kierownictwo Marynarki Wojennej zdecydowało zwrócić oba okręty Brytyjczykom z uwagi na potrzebę zapewnienia załóg dla niszczyciela OF "Ouragan", i rozpoczęto wyokrętowywanie załóg. 22 października 1940 roku "Medoc" został zwrócony władzom brytyjskim, jednakże na prośbę Admiralicji, z uwagi na braki oficerów, na "Médocu" pozostawiono polskiego dowódcę i kilku specjalistów. Od tej pory nosił 3 bandery naraz: polską (dowódca był Polakiem), francuską (okręt był francuski) i brytyjską (był w składzie Royal Navy).
Od 24 października 1940 okręt rozpoczął patrole przeciwinwazyjne na kanale La Manche. 26 listopada 1940 roku po godz. 18 został storpedowany tam przez niemiecki samolot i zatopiony. Na skutek braku doświadczenia załogi, przed atakiem nie otwarto ognia do samolotu. Zginęło 42 członków załogi, w tym 3 Polaków, między innymi dowódca Roman Stankiewicz, brat kapitana Mamerta Stankiewicza. Uratowano 48 członków załogi, w tym jednego oficera i jednego Polaka (bosmanmat Emil Mołdrzyk).
Wrak spoczywa w rejonie pozycji 50°15′06″N 4°14′10″W/50,251667 -4,236111 na głębokości ok. 50 metrów i nadaje się do nurkowania.